# 皇武
皇武（こうぶ）は、南北朝時代の北魏で劉挙が建てた私年号。使用年代不詳。
『魏書』及び『資治通鑑』では元号として扱わず、劉挙が皇武将軍を自称したとの記載にとどまっているが、李兆洛の『紀元編』では元号として扱われている。